# デルヴィン・エンディンガ
デルヴィン・シャネル・エンディンガ（Delvin Chanel N'Dinga, 1988年3月14日 - ）は、旧コンゴ人民共和国・ポワントノワール出身のサッカー選手。パネトリコスFC所属。ポジションはミッドフィールダー。

## 経歴
地元のクラブを経て、2005年にAJオセールのユースチームに加入。2007-08シーズンにトップチームへと昇格した。2012年にASモナコへと移籍している。

## 代表歴
コンゴ共和国代表として、2007 FIFA U-20ワールドカップに出場。2007年6月8日のスーダン戦でA代表デビューを果たした。2015年11月14日の2018 FIFAワールドカップ・アフリカ2次予選、エチオピア戦で代表初得点を挙げた。

## 所属クラブ
- AJオセール 2008-2012
- ASモナコ 2012-2016

→ オリンピアコスFC 2013-2014 （レンタル移籍）
→ オリンピアコスFC 2014-2015 （レンタル移籍）
→ FCロコモティフ・モスクワ 2015-2016 （レンタル移籍）
- FCロコモティフ・モスクワ 2016-2017
- スィヴァススポル 2017-2019
- アンタルヤスポル 2020-

## タイトル
- モナコ

リーグ・ドゥ (1) : 2012-13
- オリンピアコスFC

ギリシャ・スーパーリーグ (2) : 2013-14, 2014-15
キペロ・エラーダス (1) : 2014-15
- ロコモティフ・モスクワ

ロシア・カップ (1) : 2016-17